# Izba Regionalna Historii Lokalnej w Kolonowskiem
Izba Regionalna Historii Lokalnej w Kolonowskiem – regionalna izba muzealna znajdująca się w Kolonowskiem przy ul. Leśnej 8.

## Historia

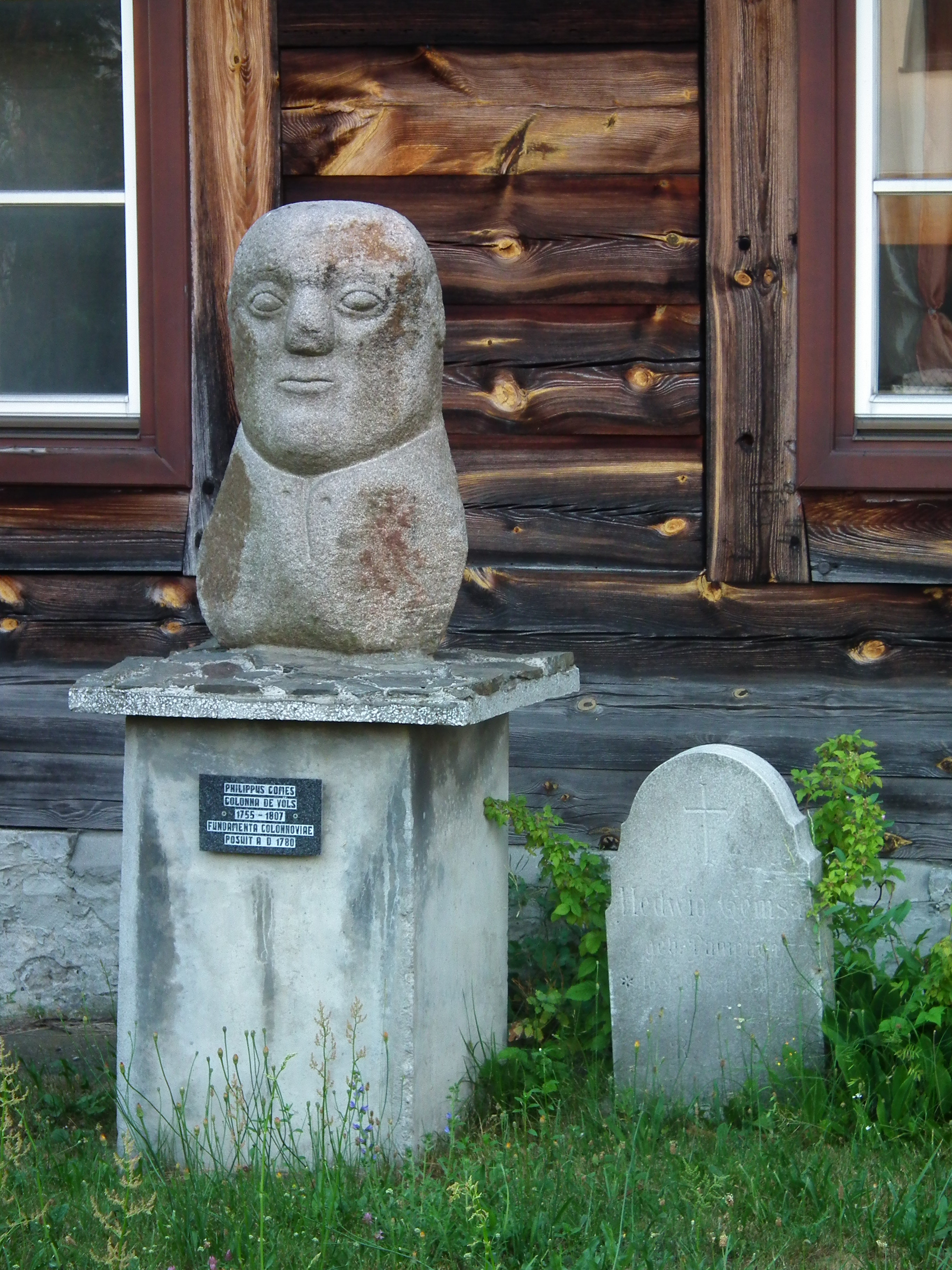
Pomnik Colonny

Placówka mieści się w drewnianej chacie z 1780, którą wzniesiono pierwotnie przy nieistniejącej już hucie. Jest najstarszym budynkiem miasta, z okresu jego założenia. Budynek zawierał mieszkanie kierownika huty oraz pomieszczenia biurowe. Huta została zlikwidowana po 1945, a chałupa przeszła na własność Huty Andrzej w Zawadzkiem. Mieściła kolejno szkołę ewangelicką i mieszkania czynszowe. W 1998 budynek przeszedł na własność gminy Kolonowskie. Począwszy od 1996 dom był pod opieką lokalnych działaczy społecznych, którzy ratowali go przed zniszczeniem. Inicjatorem tych prac był proboszcz z Zawadzkiego, Wolfgang Globisch. W pracach uczestniczyli członkowie Stowarzyszenia Rodzina Kolpinga. Chata została wówczas przystosowana do funkcji ekspozycyjnej z przeznaczeniem na izbę muzealną. W 2009 dokonano remontu dachu placówki.
W izbie zgromadzono eksponaty z przeszłości Kolonowskiego, m.in. dokumenty, urządzenia i narzędzia hutnicze, sprzęty domowe i rolnicze, a także podręczniki szkolne. Maszyny rolnicze prezentowane są w osobnym pawilonie. Przed chałupą stoi pomnik założyciela miasta, Filipa Colonny. 
Obiekt znajduje się na szlaku "Morawsko-polskie ścieżki tradycji i poznania" utworzonej przez Lokalną Grupę Działania "Kraina Dinozaurów".